# Výstavní síň U Zlatého melounu

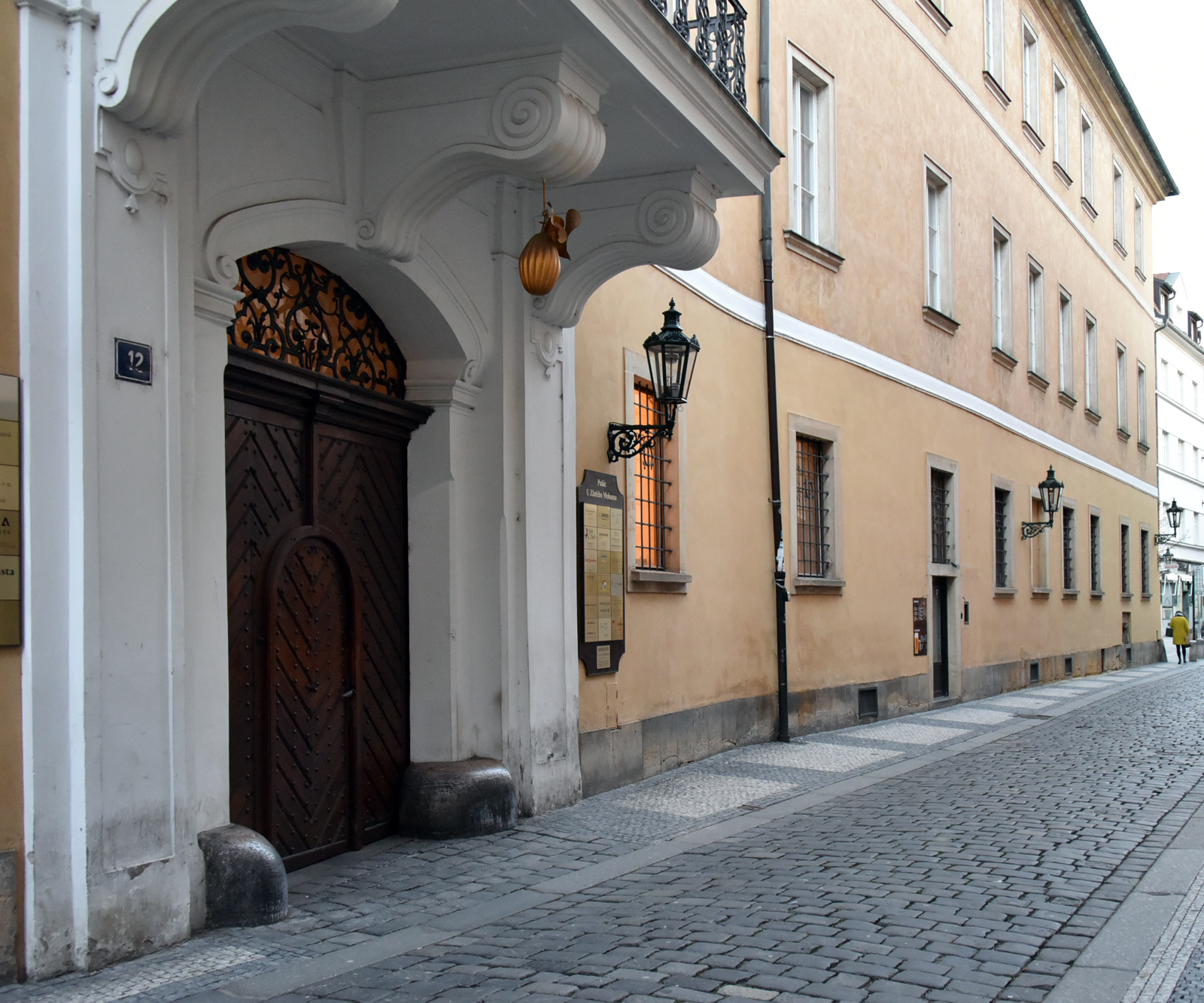
Bývalá Výstavní síň U Zlatého melounu, Michalská 12

Výstavní síň U Zlatého melounu působila za normalizace v letech 1984–1990 v domě U Zlatého melounu, Michalská 12, Praha 1. 

## Historie
Dům U Zlatého melounu je v jádru gotický, s nejstarší částí z doby kolem roku 1320. Na honosný palác byl přestavěn zároveň se sousedním rovněž raně gotickým domem U Kryštofa v období pozdní gotiky. Dalšími přestavbami prošel v době renesance a baroka a po koupi obou domů hrabětem Rudolfem Chotkem byl palác pozdně barokní přestavbou stavebně sjednocen. Od roku 1828 zde sídlila známá Linkova taneční škola. 
Během památkové rekonstrukce v letech 1977– 1982 byl v přízemí zřízen velký sál a výstavní prostory, v nichž později sídlila Galerie U Zlatého melounu, původně jako výstavní síň Sdruženého závodního klubu ROH Výstavba hlavního města Prahy (SSZK ROH VHMP). Působili zde historik umění Bohumír Mráz, výtvarník Miroslav Klivar, architekt Michael Třeštík a další. V době normalizace zde vystavovali Aleš Veselý (1984), Čestmír Suška (1987) nebo Milan Knížák (1988). 
Od roku 1990 galerii užívala soukromá česko-rakouská Galerie Peithner-Lichtenfels & Čubrda. V letech 1990–2003 se zde konaly výstavy českých a rakouských umělců a prostor galerie zároveň sloužil jako prodejní expozice umění. Společníkem rakouských majitelů byl známý komunistický funkcionář SČVU a vedoucí oddělení výtvarného umění na Ministerstvu kultury před rokem 1989 Zdeněk Čubrda. Proto první vernisáž v nově otevřené soukromé galerii vyvolala skandál.

## Výstavy (výběr)

### Výstavní síň U Zlatého melounu
- 1984 Jana Jelenová-Homolová: Obrázky na dřevě
- 1984 Aleš Veselý: Barevné kresby - Skicy - Plastické objekty
- 1985 Jiří Svoboda: Výstava obrazů
- 1987 Čestmír Suška
- 1987 Jitka Forejtová: Sklo
- 1987 Jan Kanyza: Obrazy, kresby, grafika 1984-1987
- 1988 Milan Knížák: Nové návrhy dostavby Staroměstské radnice
- 1988 Ivana Follová: Oděv
- 1989 Miroslav Hrdina: Obrazy
- 1989 Stefan Milkov
- 1989 Jan Honza: Hračky
- 1990 Jaroslav Šusta
- 1990 Stefan Milkov
- 1990 Anna Poustová: Obrazy grafika

### Galerie Peithner-Lichtenfels & Čubrda
- 1990 Miloslav Chlupáč: Plastiky
- 1990 Melanie Delval: Gemalte Gewänder zu den Tageszeiten
- 1991 František Štorek
- 1991 Karl Stark
- 1992 Bernhard Hollemann
- 1992 Arik Brauer
- 1993 Tomáš Istler
- 1993 Erhard Stöbe
- 1993 Josef Istler: Grafika (1958-1965)
- 1993 Angeli
- 1994 Emil Filla
- 1994 Erhard Stöbe
- 1994 Vincenc Beneš
- 1995 Vojtěch Sedláček
- 1995 Václav Zykmund
- 1995 Vladimír Suchý
- 1996 Robert Hammerstiel
- 1997 Břetislav Benda
- 1998 Ewa Nemoudry
- 1999 Josef Dumek
- 2000 Adolf Born
- 2001 Lucie Klímová
- 2001 Přátelské posezení nad mimořádně působivou knihou
- 2002 Václav Fiala (1896-1980)
- 2003 Josef Vacke